# Pável Kolmakov
Pável Anatólievich Kolmakov (en kazajo: Павел Анатольевич Колмаков; Öskemen, 14 de agosto de 1996) es un deportista kazajo que compite en esquí acrobático.
Ganó una medalla de plata en el Campeonato Mundial de Esquí Acrobático de 2021, en la prueba de baches. Participó en tres Juegos Olímpicos de Invierno, entre los años 2014 y 2022, ocupando el séptimo lugar en Pyeongchang 2018, también en la prueba de baches.

## Medallero internacional
| Campeonato Mundial | Campeonato Mundial  | Campeonato Mundial | Campeonato Mundial |
| Año                | Lugar               | Medalla            | Prueba             |
| ------------------ | ------------------- | ------------------ | ------------------ |
| 2021               | Almaty (Kazajistán) | Medalla de plata   | Baches             |